# Diosma
Diosma es un género con 194 especies de plantas de flores perteneciente a la familia Rutaceae. 

## Especies seleccionadas
- Diosma abietina
- Diosma acicularis
- Diosma acmaephylla
- Diosma acuminata
- Diosma acuta
- Diosma alba